# §-70-Kurs
Als §-70-Kurs wird in Deutschland ein Kurs zur Wiederherstellung der Fahreignung bezeichnet. Die Anforderungen an die Kursmodelle sind in § 70 der Fahrerlaubnis-Verordnung (FEV) geregelt, daher die Bezeichnung. Die Kurse sind Teil des deutschen Fahrerlaubnissystems (vgl. Entziehung und Neuerteilung der Fahrerlaubnis). Die Kursteilnahme ist nur bei vorliegender „Kursempfehlung“ in einem MPU-Gutachten möglich, sofern die Fahrerlaubnisbehörde der Teilnahme zugestimmt hat. Bei erfolgreicher Teilnahme wird die Fahrerlaubnis unmittelbar und ohne weitere Überprüfungen erteilt. Um den Kurserfolg zu sichern, sind die Kriterien für Kursempfehlungen in MPU-Gutachten eng gefasst. Sie sind in den Beurteilungskriterien zur Kraftfahrereignung für alle MPU-Stellen verbindlich beschrieben.

## Rahmenbedingungen

### Teilnahmevoraussetzungen
Ziel der Kurse ist die zukünftige Verkehrsteilnahme mit deutlich reduziertem Verkehrsrisiko. Die Kursteilnahme setzt voraus, dass vom Antragsteller bereits Verhaltensänderungen eingeleitet wurden.
Dann kann in dem Gutachten nach einer Medizinisch-Psychologischen Untersuchung eine Kursempfehlung nach § 70 festgehalten werden. Eine solche Empfehlung erhalten in der Bundesrepublik Deutschland jährlich rund 17.000 begutachtete Personen.
Zu unterscheiden sind Kurse für Kraftfahrer, die mit dem Konsum von Alkohol auffällig wurden von Kursen für Kraftfahrer, die mit dem Konsum von illegalen Drogen auffällig wurden.
Voraussetzung für eine Kursempfehlung nach § 70 sind bei drogenauffälligen Kraftfahrern die Drogenabstinenz, bei alkoholauffälligen Fahrern eine deutliche und stabile Reduktion der Trinkmengen. Alkoholkranke sind von der Kursteilnahme ebenso ausgeschlossen wie Personen mit unzureichender Sprachkompetenz.

### Kursdurchführung
Die Kursteilnahme muss von der zuständigen Führerscheinstelle genehmigt werden unter Vorlage des MPU-Gutachtens mit der Kursempfehlung. Auf der Grundlage des erfolgten Kursbesuchs wird ohne weitere Prüfung oder Begutachtung die Fahrerlaubnis neu erteilt.
Die Voraussetzungen für eine erfolgreiche Teilnahme sind eng umschrieben. Der zeitliche Umfang und die Rahmenbedingungen der Kursdurchführung sind ebenso festgelegt wie die Bedingungen für einen Kursausschluss. Fehlende Mitwirkung im Kurs oder ein Erscheinen unter Einfluss von Alkohol oder illegalen Drogen kann zum unmittelbaren Kursausschluss führen.

### Kursanbieter
Kurse nach § 70 FeV werden ausschließlich von Verkehrspsychologen durchgeführt und sind von den Fahreignungsseminaren im Rahmen des Punktesystems zu unterscheiden, bei denen ein Teil der Maßnahme von ausgebildeten Fahrlehrern durchgeführt wird.
Die Anbieter der Kurse nach müssen ein Gutachten hinsichtlich der Erfüllung der jeweiligen für sie geltenden fachlichen Anforderungen von der „Begutachtungsstelle Fahrerlaubniswesen“ der Bundesanstalt für Straßenwesen (BAST) erstellen lassen, welches den für die amtliche Anerkennung oder für die Aufsicht der nach Landesrecht zuständigen Behörden übersandt wird.
Das jeweilige Kursmodell wird auf der Basis einer Evaluation anerkannt.
Die Kursanbieter werden strengen Qualitätskontrollen unterzogen.